# Адрастея (спътник)
Вижте пояснителната страница за други значения на Адрастея.
Адрастея е вторият най-близък естествен спътник на Юпитер. Открит е на снимки заснети от Вояджър 2 през 1979 г., като му е дадено предварителното означение S/1979 J 1 (IAUC 3454). Името Адрастея е установено през 1983, като спътникът е кръстен на Адрастея, дъщеря на Ананке и Юпитер от римската митология. Като алтернатива се употребява и името Юпитер 15.
Спътникът е най-малкият член на групата на Амалтея.
Адрастея се намира между Юпитер и планетарния пръстен на планетата, като вероятно е източник на материала изграждащ пръстена. Адрастея се намира на подстационарна орбита и приливните сили на планетата бавно намаляват орбиталния радиус на спътника. Спътникът се намира и в зоната на Рош спрямо Юпитер, но поради малките си размери запазва целостта си.